# Fürgangen

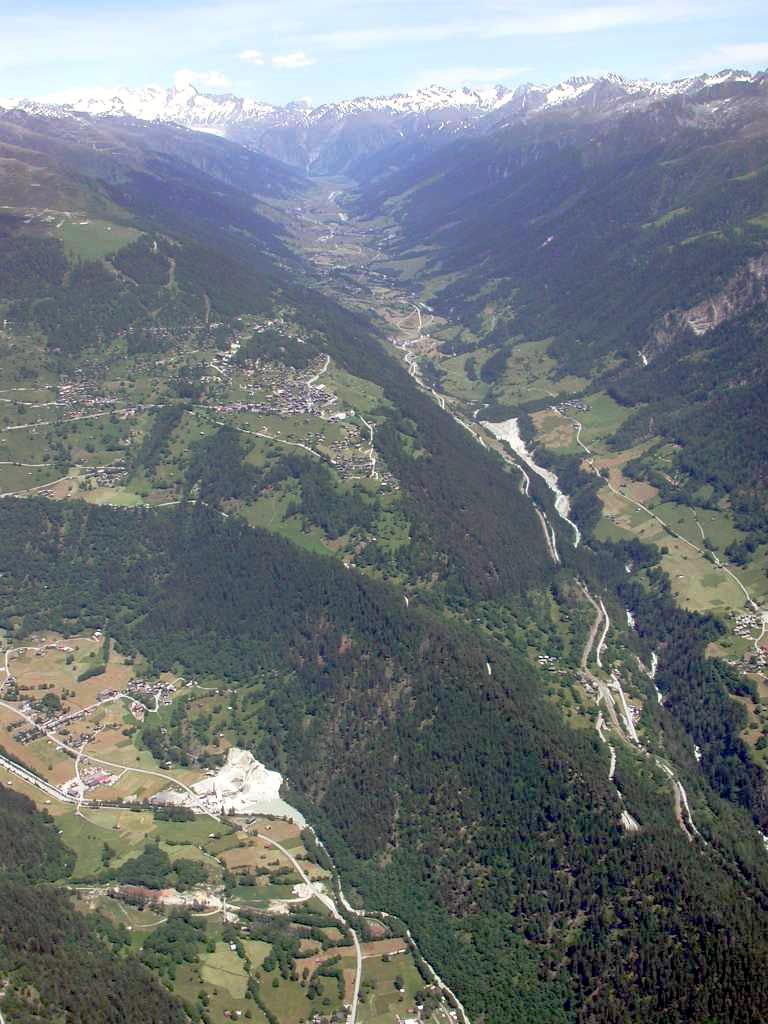
Das Goms

Die Ortschaft Fürgangen gehört zur schweizerischen Gemeinde Bellwald. Hier befindet sich ein Bahnhof der Matterhorn-Gotthard-Bahn und neben diesem die Talstation der Luftseilbahn nach Bellwald. Die Ortschaft befindet sich am nördlichen Hang des Haupttales rund 100 Höhenmeter über dem Rotten und oberhalb der Hauptstrasse, gegenüber von Mühlebach.

## Geschichte
Erstmals wird der Ort im Jahr 1293 urkundlich erwähnt. Damals noch unter der Bezeichnung Wrgangen oder Wurgangeren, was vermuten lässt, dass er aus dem Namen Wüergang für Wasserleitung entstanden ist. 1293 gehörte die Siedlung noch den Herren von Blandrate, wann sie sich vom Besitz trennten, ist unbekannt. Die Herren von Weingarten verkauften ihre Herrschaftsrechte 1444 dem Paul Bogner von Niederernen, woraufhin dieser als «judex in Fürgangen» waltete. Die Herrschaft der Familie Bogner ist bis in die Mitte des 16. Jahrhunderts nachgewiesen, danach soll sie an die Familie Schiner gelangt sein.
Am 12. Juli 1887 wütete ein Feuer in der Siedlung. Dabei wurden 17 Firste zerstört, darunter zwei grosse Wohnhäuser. Am 30. Juli 1888 brannte auch noch das Wirtshaus mitsamt Scheune und Stall nieder. Die Rumpfsiedlung liegt S-förmig am Talhang; ein wenig unterhalb wurde 1915 von der Brig-Furka-Disentis-Bahn der zweigleisige Bahnhof erbaut. Unmittelbar oberhalb der Bahnstation wurden nach 1940 einige Häuser und ein Gasthaus neu gebaut. Am Hang östlich der ursprünglichen Siedlung wurden Chalets erstellt. Auf der östlichen Dorfseite wurde 1956 die Talstation der Luftseilbahn nach Bellwald errichtet. Dazwischen überquert die Strasse nach Bellwald die Bahnlinie; diese Strasse wurde erst 1969 für den motorisierten Verkehr freigegeben. Davor war Bellwald nur über einen Saumweg, der an der Annakapelle vorbeiführte, erreichbar.
Kirchlich gehörten die Bewohner früher zu Ernen, für das Rektorat gründeten sie 1793 eine Stiftung, worauf sie vom Rektor der Mutterkirche in Ernen betreut wurden. Weil die Bewohner ausserhalb der hohen Festtage oft die Kirche von Fiesch besuchten, leisteten sie 1884 einen Beitrag zum Neubau der Kirche. Seit dem 31. Mai 1963 gehören sie der Kirchgemeinde Bellwald an.
Seit 2015 verbindet eine 280 m lange Seilbrücke für Fussgänger Fürgangen mit Mühlebach.

## Sehenswürdigkeiten

### Kapelle der Heiligen Dreifaltigkeit
Es ist bekannt, dass 1687 die Kapelle schon stand, aber noch nicht eingesegnet war, was auf eine Vollendung des Baues in jenem Jahr schliessen lässt. In den Visitationsakten von 1736 wird erstmals das Patrozinium der Heiligen Dreifaltigkeit genannt (Lage).